# الكناة (خولان)

تعديل مصدري - تعديل

الكناة هي إحدى قرى عزلة الاعروش بمديرية خولان التابعة لمحافظة صنعاء، بلغ تعداد سكانها 364 نسمة حسب تعداد اليمن لعام 2004.